# Jótám júdai király
Jótám (héberül: יוֹתָם / Yôṯām ['tökéletes az Úr'], görögül: Ιωαθαμ, latinul: Joatham), (Kr. e. 776 k. – Kr. e. 732) Júda társkirálya Kr. e. 751-től, királya Kr. e. 740-től, trónfosztva Kr. e. 736-ban.
Uzziás király fiaként született. Jeruzsálem falait megerősítette, és új városokat alapított Júdában; az ammónitákat megverte és adófizetésre kötelezte.

„32. Pékának, a Remália fiának, az Izráel királyának második esztendejében kezdett uralkodni Jótám, Uzziának, a Júda királyának fia.
33. Huszonöt esztendős volt, a mikor uralkodni kezdett, és tizenhat esztendeig uralkodott Jeruzsáleben. Az ő anyjának Jérusa volt a neve, a Sádok leánya.
34. És kedves dolgot cselekedék az Úr szemei előtt, a mint az ő atyja, Uzzia cselekedék;
35. Csak a magaslatokat nem rontották le; még ott áldozott és tömjénezett a nép a magaslatokon. Ő építette meg az Úr házának felső kapuját.
36. Jótámnak egyéb dolgai pedig és minden cselekedetei, vajjon nincsenek-é megírva a Júda királyainak krónika-könyvében?
37. Ebben az időben kezdte az Úr ráküldeni Júdára Réczint, Siria királyát, és Pékát, a Remália fiát.
38. És elaluvék Jótám az ő atyáival, és eltemetteték az ő atyáival, Dávidnak, az ő atyjának városában, és Akház, az ő fia uralkodék ő helyette.”

– 2Kir, 15:32–38, px